# George Chinnery
George Chinnery (錢納利), född den 5 januari 1774 i London, död 30 maj 1852 i Macao, var en engelsk målare som tillbringade det mesta av sitt liv i Asien, i synnerhet Indien och Kina.
Efter studier i England blev Chinnery en populär porträttmålare i Irland. Han gifte sig med sin hustru Marianne den 19 april 1799 i Dublin. Hans far ägde flera handelsskepp och hans äldre bror, William Basset Chinnery (1766–1834), ägde det som idag är Gilwell Park i London.
Chinnery blev skuldsatt och reste till Indien 1802 på skeppet Gilwell. Där lyckades han återetablera sig som målare, men skulder tvingade honom att åter flytta 1825, denna gång till Guangdong i Sydkina. Där var han mentor till Lam Qua, som senare skulle bli känd som porträttmålare. Chinnery reste omkring i Pärlflodens delta, mellan Macao och Guangzhou.

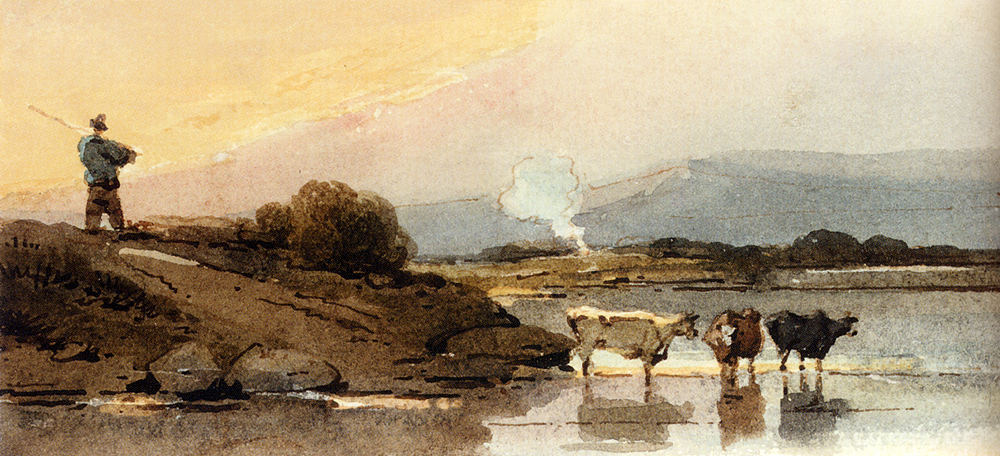
An Indian Herdsman On A Bank, Cattle Watering In A River Below, odaterad, privat samling.

Han befann sig i Hongkong när britterna ockuperade staden efter Opiumkriget, men han blev snart sjuk och avled i Macao, där han begravdes på den Gamla protestantiska kyrkogården i Macao.
Hans målningar har bortsett från sitt konstnärliga värde också betydande historiskt intresse. Han var den ende västerländske målaren i Sydkina vid sin tid. Hans målningar visar vardagslivet i Pärlflodens delta och han efterlämnade skisser som han hade tänkt att utveckla till målningar senare.

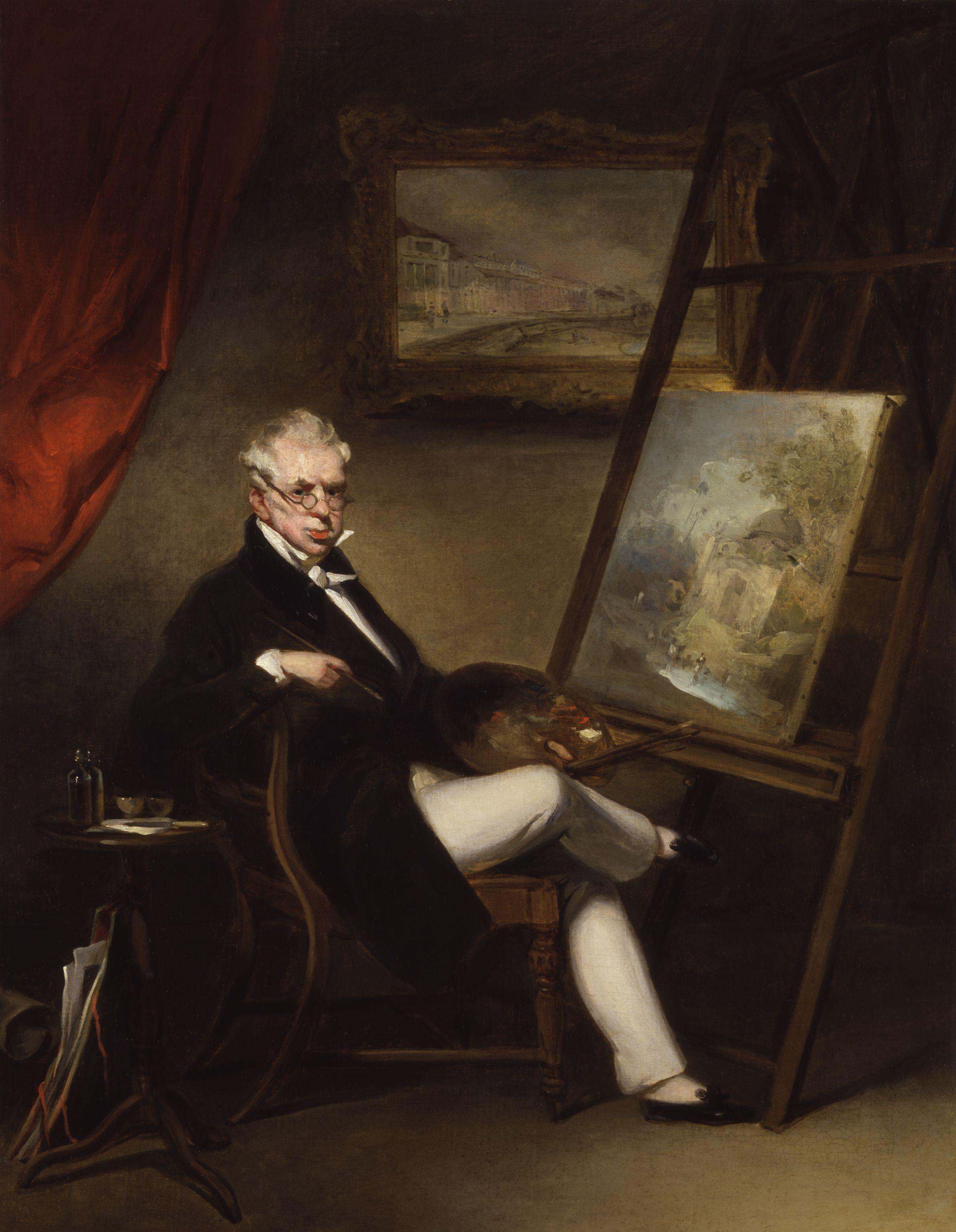
George Chinnery, självporträtt, cirka 1840